# Nieuwe beelding
Nieuwe beelding of neoplasticisme is een kunsttheorie, die omstreeks 1917 ontstond rondom het tijdschrift De Stijl. De belangrijkste vertegenwoordigers van de nieuwe beelding zijn de kunstenaars Theo van Doesburg en Piet Mondriaan. Zij stelden zich als doel de kunst te zuiveren van elementen die daar volgens hen niet in thuishoorden en probeerden langs rationale weg de elementaire (en in hun ogen universele) principes van iedere kunstvorm vast te stellen en toe te passen. Mondriaan bleef de nieuwe beelding tot zijn dood in 1944 trouw. Van Doesburg ging in 1924 over tot het elementarisme.

## Naam
De term 'nieuwe beelding' komt voor het eerst voor in een inleidend artikel van Van Doesburg in het eerste nummer van De Stijl, geschreven in juni 1917, gevolgd door Mondriaan in het artikel 'De nieuwe beelding in de schilderkunst' in hetzelfde nummer. Later volgt ook Vilmos Huszár (maart 1918). De term 'nieuwe beelding' of 'neoplasticisme' is volgens Kenneth Frampton afgeleid van de term 'plasticisme', die Mathieu Schoenmaekers gebruikt in zijn in 1915 uitgegeven boek Het Nieuwe Wereldbeeld, dat als bron diende voor Piet Mondriaans artikelenreeks. Volgens Marty Bax, echter, is de term plasticisme afkomstig van de theosofe Helena Blavatsky, die schreef: "de oorsprong van alles is de plastische essentie die het universum vult". Piet Mondriaan gaf in 1921 de in het Frans geschreven brochure Le Neo-plasticisme uit, waardoor de nieuwe beelding in het buitenland bekend is komen te staan onder die term. Wat wordt er nu precies met nieuwe beelding bedoeld? Beelding wil, volgens Mondriaan, Van Doesburg, en de zijnen, zeggen: de (rechtstreekse) uitdrukking van de werkelijkheid. Nieuwe beelding wil dus zeggen een nieuwe uitdrukking van de werkelijkheid.

## Uitgangspunten

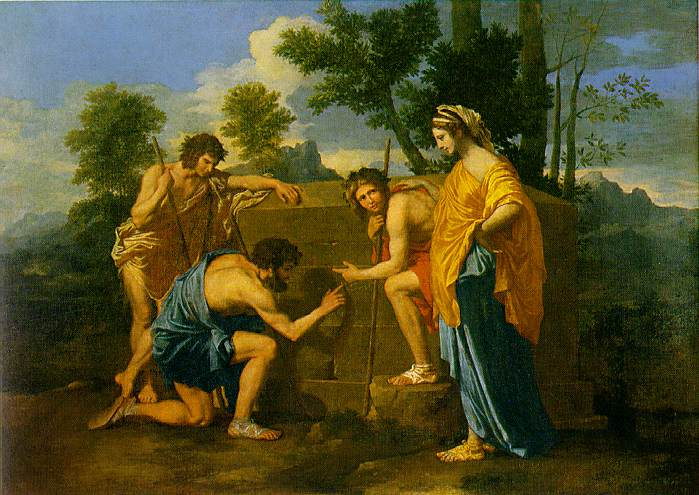
Nicolas Poussin. Et in arcadia Ego. Ca. 1638-1640. Louvre.

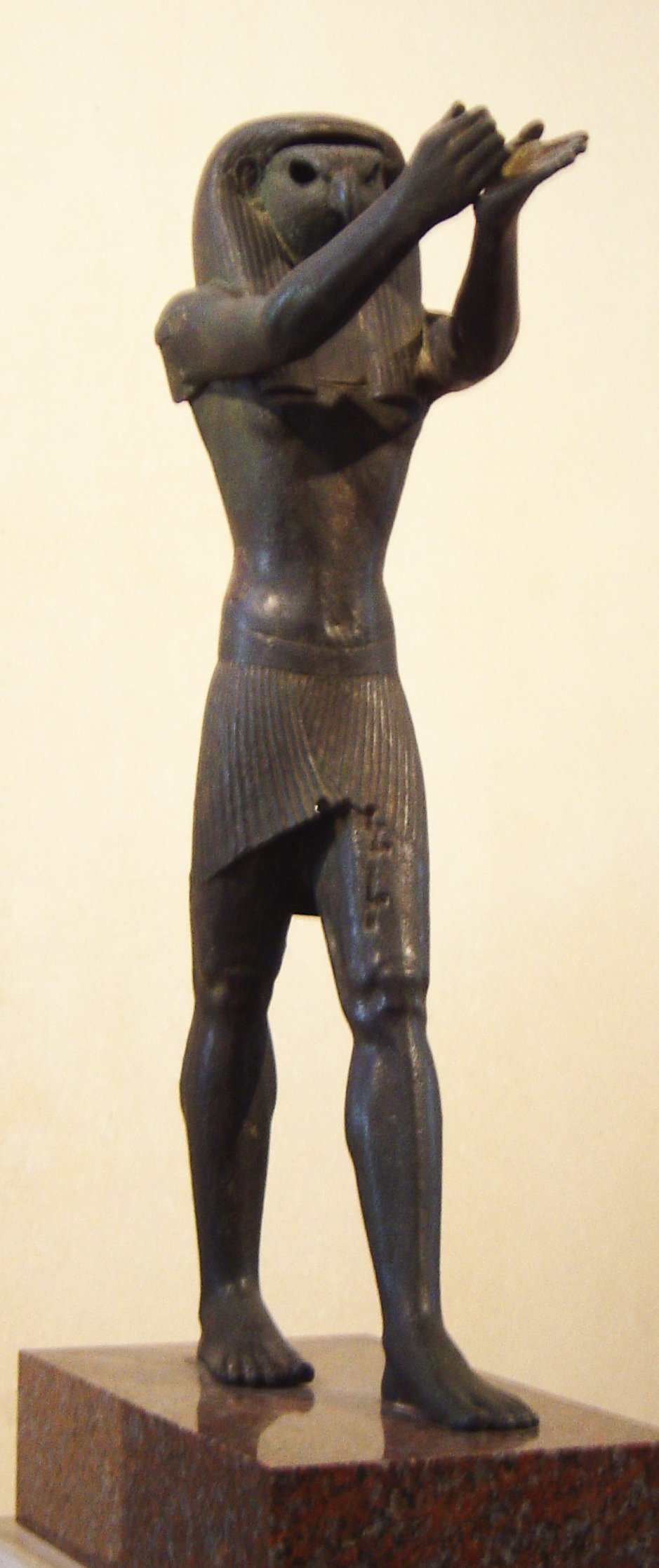
idee uitdrukkend

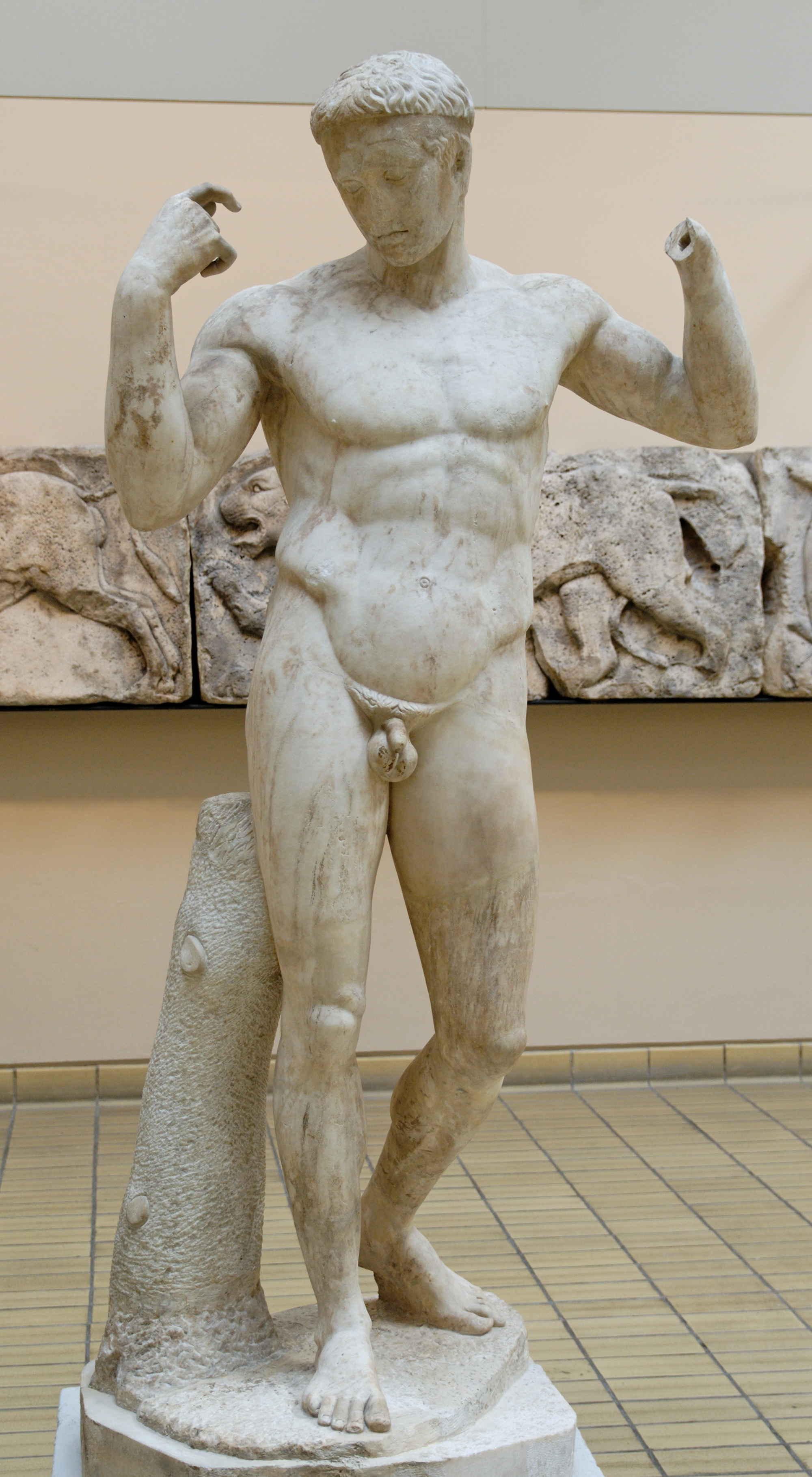
materie uitdrukkend

Volgens de nieuwe beelding houdt de schilder, de beeldhouwer, de architect, de musicus, de schrijver, etc., zich bezig met de uitdrukking of beelding van alle facetten van het leven. Dit gebeurt echter nooit toevallig. Elk schilderij, beeldhouwwerk, gebouw, muziekstuk, boek, etc., komt opzettelijk tot stand. Het is het product van de maker en in mindere mate van hetgeen het voorstelt. Zo heeft de voorstelling op dit schilderij van Nicolas Poussin nooit plaats gehad. Zelfs de lichaamshoudingen van de figuren komen in het echte leven niet zo voor. Toch overtuigt het en vormt het een harmonisch geheel. Iedere kunstenaar manipuleert de werkelijkheid dus om een esthetisch, kunstzinnig aangenaam geheel voort te brengen: om harmonie te scheppen. Zelfs de meest realistische schilders, zoals Johannes Vermeer of Rembrandt van Rijn, wendden allerlei kunstzinnige middelen aan om een zo groot mogelijke mate van harmonie te bereiken. De kunstenaars van De Stijl noemden dit beeldingsmiddelen. De kunstenaar bepaalt echter in welke mate hij deze beeldingsmiddelen laat overheersen of juist zo dicht mogelijk bij zijn onderwerp blijft. Er is in de schilder- en beeldhouwkunst, en in mindere mate in de architectuur, de muziek en de literatuur, dus sprake van een dualiteit tussen de idee van de kunstenaar en de materie van de wereld om ons heen.

### Idee versus materie
In zijn Grondbegrippen der nieuwe beeldende kunst stelt Van Doesburg vast dat in de kunstgeschiedenis twee soorten kunstwerken te onderscheiden zijn: kunstwerken die voortkomen uit de idee (ideo-plastische kunst) en kunstwerken die voortkomen uit de materie (physio-plastische kunst). Hij toont dit aan met een beeld van de Egyptische god Horus en een Diadumenos. Van Doesburg, maar vooral ook Mondriaan, voorspelden dat alle kunsten in de toekomst zouden 'verzinnelijken' en alleen nog maar uit de idee zouden voortkomen. Het gevolg hiervan was dat de voorstelling (het object, de natuur) van ondergeschikt belang was. Het eindstadium van dit proces was de abstracte kunst. De kunstenaars van De Stijl gingen echter nog een stap verder en probeerden hun werk langs rationele weg te zuiveren van alles wat nog enigszins aan de natuur herinnerde.

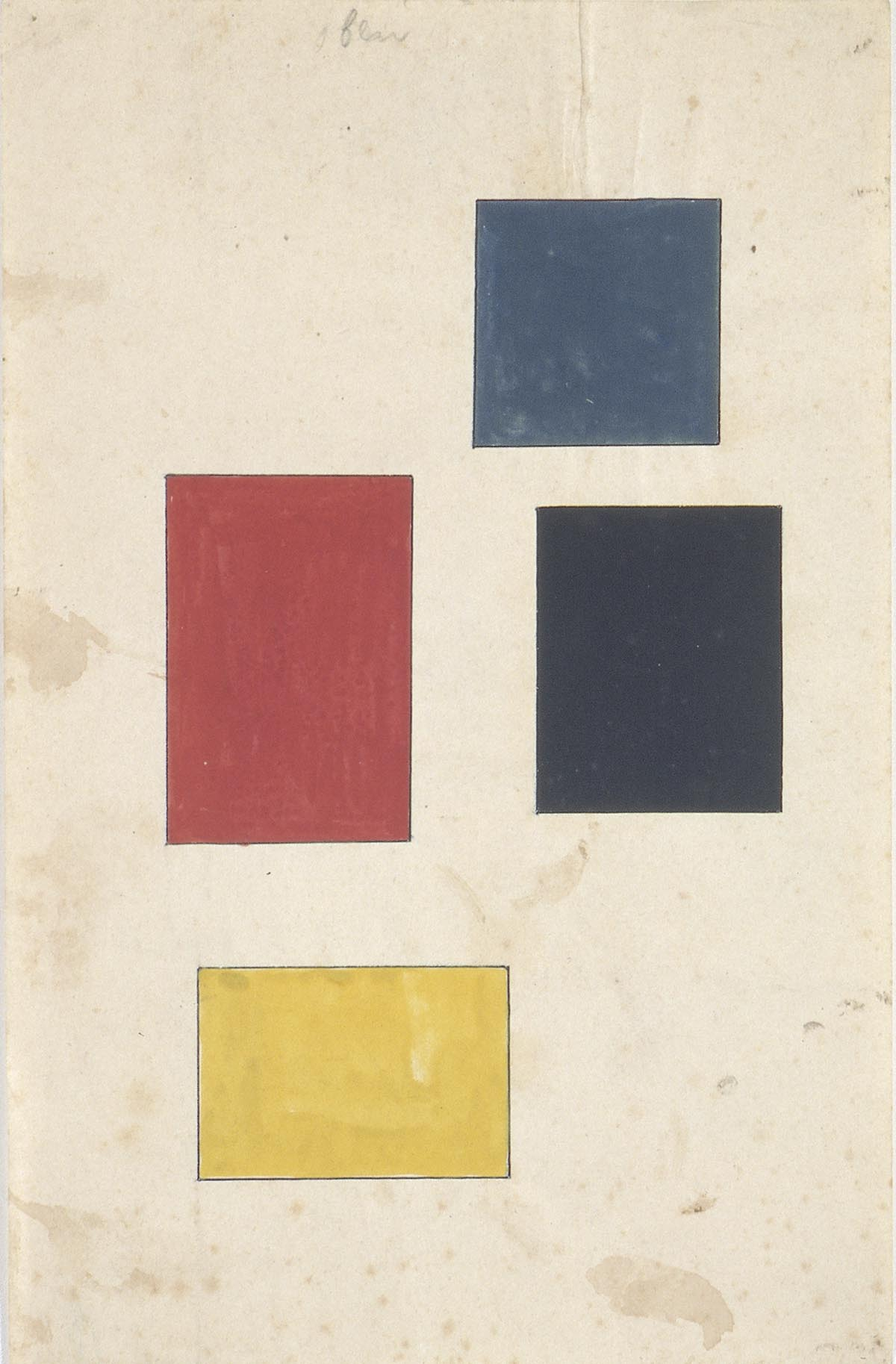
Theo van Doesburg. Grondelement van de schilderkunst. 1922.

### Beeldingsmiddelen
Volgens de nieuwe beelding bestaat elk kunstwerk uit een aantal basiselementen, die men beeldingsmiddelen noemde. Volgens de kunstenaars van De Stijl zijn deze beeldingsmiddelen, in tegenstelling tot de voorstelling, geheel eigen aan de kunst. Wilde men dus een kunstwerk voortbrengen 'volgens de kunst', dan moest men uitsluitend nog gebruikmaken van deze basiselementen. Mondriaan schreef hier het volgende over:

Als in de juiste verwerking van de beeldingsmiddelen en de toepassing daarvan, de compositie, de eenig zuiver beeldende uitdrukking van kunst gelegen is, moeten de beeldingsmiddelen volkomen in overeenstemming zijn met hetgeen zij te beelden hebben. Moeten zij rechtstreeks uitdrukking van het universeele zijn, zoo zullen zij niet anders dan universeel, d. i. abstract kunnen wezen.
— Piet Mondriaan

Mondriaan beperkte zich hierin tot de schilderkunst. Van Doesburg, echter, geloofde in de samenwerking van alle kunsten om zo te komen tot een nieuw Gesamtkunstwerk. Hiervoor was het nodig om voor elke kunstvorm haar eigen beeldingsmiddelen vast te leggen. Alleen dan was de zelfstandigheid van iedere kunstvorm gegarandeerd. In 1920 kwam hij tot de volgende definitie:

Zoowel de schilder, de architect, de beeldhouwer, als de meubelmaker beseffen ieder voor zich dat zij maar met één wezenlijke beeldingswaarde te doen hebben: harmonie door verhouding. En ieder geeft aan dit éene wezenlijke en universeele der beeldende kunst uitdrukking met zijn kunstmiddel. Eén en hetzelfde dus op steeds andere wijze.
De schilder: door kleurverhouding. De beeldhouwer: door volume-verhouding. De architect: door verhouding van omsloten ruimten. De meubelontwerper: door onomsloten (= open) ruimteverhouding.
— Theo van Doesburg (1920)

### Synthese

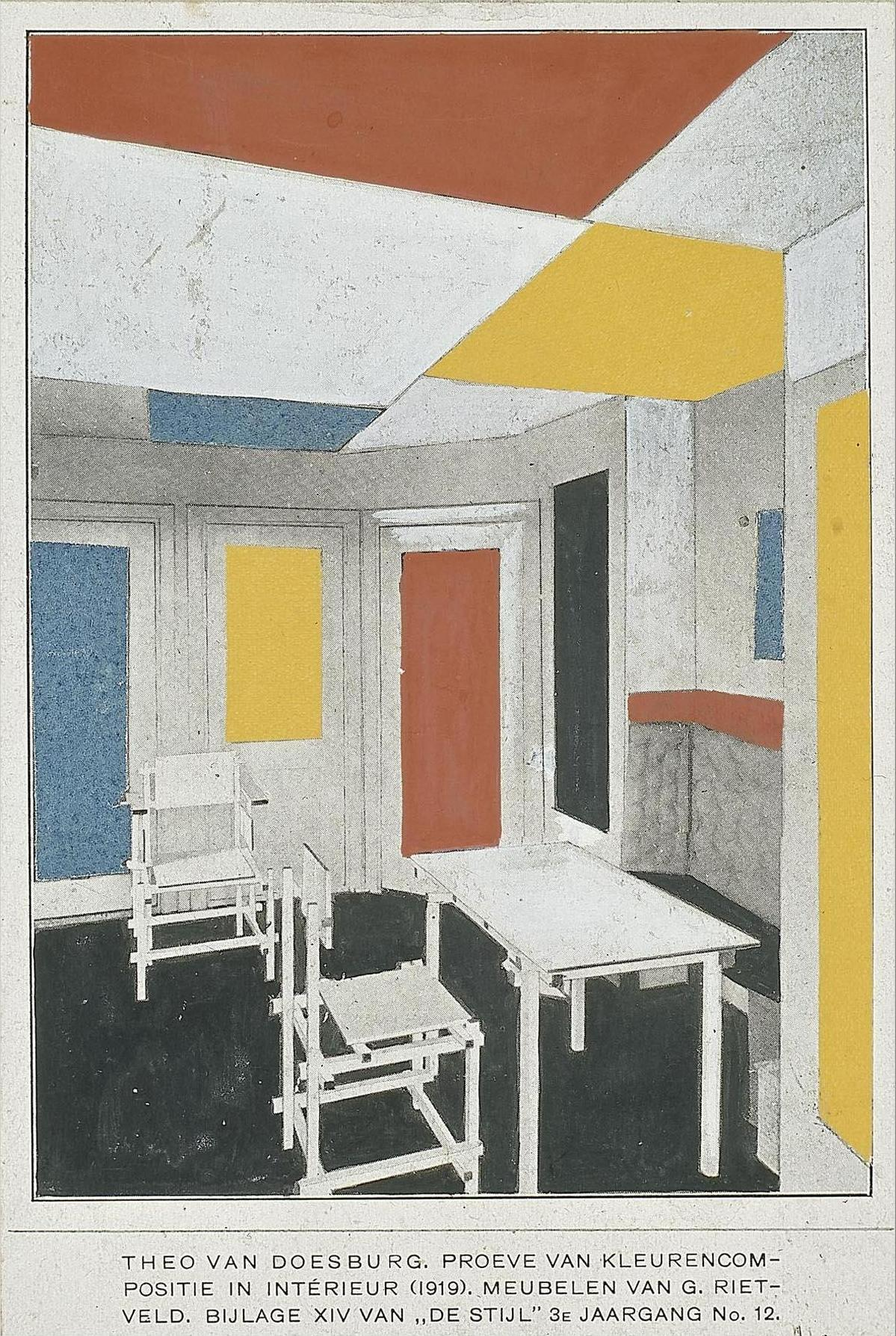
Theo van Doesburg (kleurontwerp) en Gerrit Rietveld (meubels). Interieur. 1919. Ingekleurde zwart-witfoto.

De kunstenaars van De Stijl streefden naar meer en betere samenwerking tussen de kunsten zonder dat iedere kunstvorm afzonderlijk haar zelfstandigheid verloor. Aanleiding hiervoor was de in hun ogen te grote rol van de architect. Men verwachtte het meeste resultaat van de samenwerking tussen de architect en de schilder. Het was vervolgens de taak van de schilder het platte vlak van de architectuur te ‘heroveren’. Van Doesburg schreef hierover:

De bouwkunst geeft constructieve, dus gesloten plastiek. Daarin is zij neutraal tegenover de schilderkunst, die geeft, open plastiek door vlakke kleurbeelding. Daarin is de schilderkunst neutraal tegenover de bouwkunst. De bouwkunst voegt aaneen, bindt. De schilderkunst maakt los, ontbindt. Doordat zij in wezen een verschillende functie hebben te verrichten is juist een harmonische verbinding mogelijk.
— Theo van Doesburg (1918)

In 1923 betrekt Van Doesburg naar aanleiding van de architectuurtentoonstelling van De Stijl in Parijs ook de 'onomsloten (= open) ruimteverhouding' van de meubelkunst op de architectuur. Vervolgens beschouwde hij de architectuur als 'synthese der nieuwe beelding'. 'In de nieuwe architectuur is de bouwkunst begrepen als een onderdeel, de samenvatting aller kunsten, in haar meest elementaire verschijning, als haar wezen', aldus Van Doesburg.

## Achtergronden

### Theo van Doesburg en Piet Mondriaan
Hoewel tijdens het interbellum talloze kunstenaars de ideeën van de nieuwe beelding omarmden en toepasten, is het ontstaan ervan vooral op naam te schrijven van Theo van Doesburg en Piet Mondriaan. Zij hebben zich door middel van een stroom van publicaties, tentoonstellingen en lezingen ingezet om hun ideeën bekendheid te geven. Bovendien waren zijn van 1917 tot 1924 de constante factoren in de verder vrij turbulent verlopende geschiedenis van de Stijlbeweging. Hun opvattingen over kunst lagen zo dicht bij elkaar dat sommige werken van Van Doesburg en Mondriaan bijna geheel uitwisselbaar zijn. In 1971 merkte Van Doesburgs weduwe, Nelly van Doesburg, hierover op:

Ik herinner mij verder, dat Mondriaan en Does eens gemeenschappelijk een schilderij hebben gemaakt, met de uitdrukkelijke bedoeling dat alle sporen van het individuele aandeel eruit verwijderd zouden zijn
— Nelly van Doesburg (1971)

### Theosofie
Toen Van Doesburg en Mondriaan hun ideeën over de nieuwe beelding voor het eerst openbaar maakten hadden beide schilders grote belangstelling voor de theosofie. Mondriaan schreef zijn eerste theoretische verhandelingen in zijn toenmalige woonplaats Laren. Hier ontmoette hij de theosoof-publicist Mathieu Schoenmaekers. Mondriaan nam een deel van Schoenmaekers terminologie over, waaronder de term ‘beeldend’. Van Doesburg en Mondriaans ideeën over het geestelijke zijn afkomstig uit Kandinsky's autobiografie Über das geistige in der Kunst (Over het geestelijke in de kunst) uit 1912. Mondriaan bleef tot zijn dood geïnteresseerd in de theosofie. Van Doesburg nam omstreeks 1920 afstand van de theosofie en richtte zich op quasiwetenschappelijke theorieën als de vierde dimensie en wat hij de ‘mechanische esthetiek’ noemde (vormgeving langs mechanische weg). In zijn artikelen bleef hij echter gebruikmaken van de term ‘geestelijk’.

### Filosofie
Maar ook voordat Van Doesburg afstand nam van de theosofie leunde hij meer op de filosofische traditie van bijvoorbeeld Hegel. Anders dan Mondriaan, was Van Doesburg beter op de hoogte van de laatste ontwikkelingen op theoretisch vlak en nam hij veel ideeën over van andere theoretici, waaronder Wilhelm Worringer. Maar hoewel Worringer de abstractie beschouwde als tegenpool van het naturalisme, ontwikkelde de kunstgeschiedenis zich volgens Van Doesburg in haar geheel richting abstractie. De idee dat kunst en architectuur was opgebouwd uit afzonderlijke elementen ontleende Van Doesburg aan Wölfflins Kunstgeschichtliche Grundbegriffe uit 1915. In zijn lezing Klassiek-Barok-Modern (1918) ging Van Doesburg dieper in op Wölfflins concept van de tegenstelling tussen het klassieke en het barokke, waarbij hij gebruikmaakte van Hegels idee van these, antithese en synthese, waarbij het klassieke de these is, barok de antithese en het moderne de synthese.

### Evolutiedenken

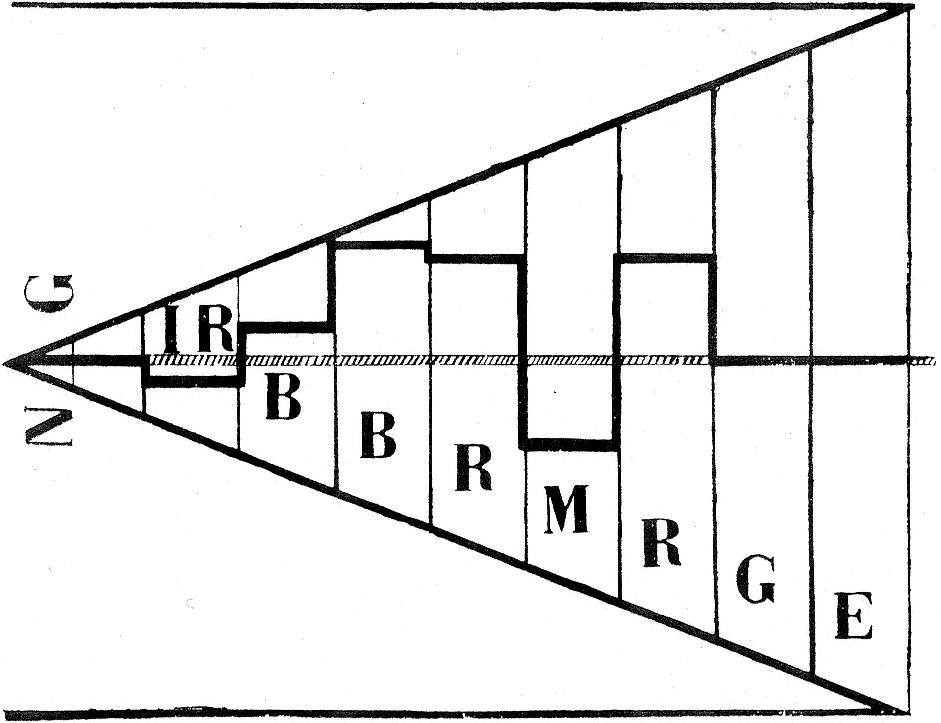
Schematisch overzicht van de balans tussen het geestelijke en het natuurlijke in de verschillende kunstperioden. V.r.n.l.: E = Egyptenaren, G = Grieken, R = Romeinen, M = Middeleeuwen, R = Renaissance, B = Barok, B = Biedermeier, IR = Idealisme-Reformatie, NG = Neue Gestaltung (Nieuwe Beelding)

Binnen de nieuwe beelding speelt het evolutiedenken een belangrijke rol. Door middel van lezingen en publicaties zette Van Doesburg zich vanaf 1915 in om aan te tonen dat de kunst zich langzaam ontwikkelde als uitdrukkingsmiddel van het natuurlijke naar uitdrukkingsmiddel van het geestelijke. Volgens hem was het geestelijke en het natuurlijke in de kunst in het verleden niet altijd in evenwicht en zou de nieuwe beelding dit evenwicht herstellen. Het hier gereproduceerde schema, dat Van Doesburg waarschijnlijk naar aanleiding van de door hem in 1921 gegeven lezingen in Jena, Weimar en Berlijn, opstelde, geeft duidelijk aan in welke mate Van Doesburg dacht hoe natuur en geest zich in de verschillende West-Europese cultuurperioden verhielden. Hij 'begint' geheel rechts met de oude Egyptenaren en Grieken, waarbij natuur en geest nog in evenwicht waren. De oude Romeinen slaan door naar het natuurlijke, terwijl in de Middeleeuwen juist het geestelijke overheerst. In de Renaissance slaat de kunst opnieuw door naar het natuurlijke, om vervolgens overtroffen te worden door de Barok. Het Biedermeier en de 'Idealisme-Reformatie' in de negentiende eeuw herstelt het evenwicht enigszins, om te eindigen in de tijd van de nieuwe beelding, waarin de polariteit tussen natuur en geest volledig opgeheven is. Van Doesburg zag 'zijn' nieuwe beelding echter niet als ideaal eindstadium of als utopie, zoals vaak wordt beweerd, maar, zo stelt hij in dezelfde lezing vast: 'Nirgends und nie gibt es ein Ende. Immer geht es weiter'.

### Vierde dimensie
Een aantal medewerkers van De Stijl brengt een paar keer, terloops, de vierde dimensie ter sprake – bijvoorbeeld Gino Severini, 'Mesuration de l'espace et 4e dimension', Dit soort passages komen ook bij andere avant-gardistische stromingen voor en hebben nooit echt tot concreet resultaat geleid – op de tesseractische studies van Theo van Doesburg uit 1924 na dan. Joost Baljeu schreef in 1968 dat de vierde dimensie te vergelijken is met het uitzetten of krimpen van objecten door inwerking van universele krachten (temperatuur) en dat zo de vierdimensionale zienswijze niets anders is dan het vaststellen dat alle dingen voortdurend in beweging zijn. 'De werkelijkheid is niet statisch, maar een dynamisch proces in ruimte en tijd. [...] Gebruikt men de uitdrukking tijdruimtelijk, dan zegt men niets anders dan dat zich een objectvorm gedurende een bepaalde tijdspanne als gevolg van de werking van de een of andere universele kracht ruimtelijk verandert'.

## Nieuwe beelding in de schilderkunst

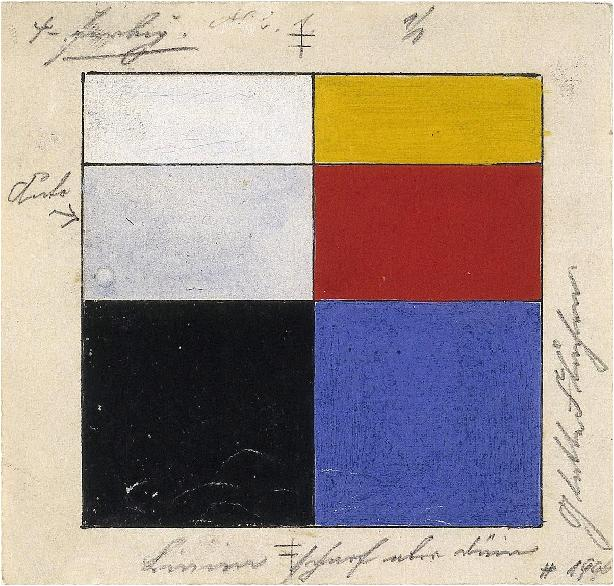
Het elementaire uitdrukkingsmiddel van de schilderkunst.
Links: beeldingsvlak (passief).
Rechts: kleur (actief).

De nieuwe beelding gaat ervan uit dat wanneer de schilder probeert de werkelijkheid (of waarheid) vorm te geven, deze dit nooit doet vanuit hetgeen hij ziet (object, materie, het fysische), maar vanuit hetgeen dat uit hemzelf voortkomt (subject, idee, het geestelijke), of zoals Georges Vantongerloo het formuleert: ‘La grande vérité, ou la vérité absolu, se rend visible à notre esprit par l’invisible’. Mondriaan noemt dit proces ‘verinnerlijking’. Daarnaast komt geen enkel schilderij toevallig tot stand. Elk schilderij is een samenspel van ruimte, vlak, lijn en kleur. Dit zijn de beeldingsmiddelen in de schilderkunst. Als de kunstenaar de waarheid zo goed mogelijk wil benaderen lost hij de natuurvorm op in deze meest elementaire beeldingsmiddelen. Op deze manier komt de schilder tot een universele harmonie. De rol van de kunstenaar (het individuele of het subjectieve) beperkt zich tot het bepalen van verhouding tussen deze beeldingsmiddelen (de compositie). De kunstenaar wordt zo bemiddelaar tussen de toeschouwer en het volstrekte (het absolute, het objectieve). In navolging van Schoenmaekers, die het fysieke aan het horizontale en het geestelijke aan het verticale verbond, pasten de nieuw beeldende schilders uitsluitend horizontale en verticale lijnen en rechthoekige kleurvlakken toe. Het doel van deze radicale vereenvoudiging van de schilderkunst was de kunst te zuiveren van elementen die volgens de nieuwe beeldende kunstenaars niet direct met de schilderkunst verband hadden.

## Nieuwe beelding in de beeldhouwkunst
De beeldhouwer hield zich volgens Van Doesburg bezig met 'volume-verhouding'. Hij realiseerde zich echter dat dit ook voor de architectuur gold. Daarom bedacht hij dat de beeldhouwer zich bezighield met 'volume-verhouding' en de architect met 'verhouding van omsloten ruimten'. In zijn boek Grundbegriffe der neuen gestaltenden Kunst uit 1925 onderscheidde Van Doesburg voor de beeldhouwkunst twee elementen: een positief element (volume) en een negatief element (leegte).

## Nieuwe beelding in de architectuur

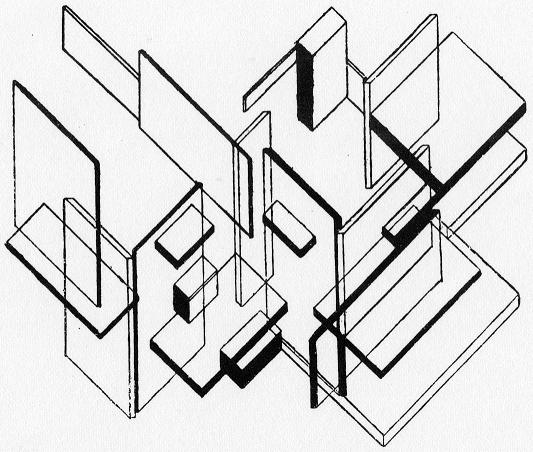
Theo van Doesburg. Architectuuranalyse. 1923.

Architectuur heeft, anders dan de schilderkunst, minder 'last' van betekenis. Architectonische schoonheid wordt, volgens Van Doesburg, vooral bepaald door massaverhouding, ritme en spanning tussen het verticale en horizontale (om slechts een paar beeldingsmiddelen in de architectuur te noemen). Veel van deze ideeën zijn afkomstig van de Duitse architect Gottfried Semper, bijvoorbeeld de grote nadruk op wanden als vlak én als verdeler van ruimte en het principe van 'eenheid in de veelheid' (het besef dat gebouwen, meubels, beeldhouwwerken en schilderijen niet alleen als eenheden kunnen worden gezien, maar ook als assemblages van afzonderlijke elementen). Sempers ideeën werden in Nederland verspreid door Berlage, de geestelijk vader van de moderne architectuur in Nederland. Ook was het Berlage die Nederland na een bezoek aan de Verenigde Staten in 1911 bekendmaakte met het werk van de Amerikaanse architect Frank Lloyd Wright. De ideeën van Wright vielen in vruchtbare aarde bij de architecten van De Stijl, niet het minst vanwege ‘zijn mystieke tegenstelling tussen het horizontale en verticale, het uitwendige en inwendige, natuur en cultuur’.
Van Doesburg eerste definitie van de architectuur is afkomstig uit zijn artikelenreeks 'De nieuwe beweging in de schilderkunst' uit 1916, waarin hij schrijft, dat 'voor den bouwmeester de Ruimte de eerste voorwaarden voor kompositie' is en dat de architect 'de ruimte [breekt] door in steen gerealiseerde maatverhoudingen'. Aan dit uitgangspunt voegde hij in 1925 twee elementen toe: een actief element (massa) en een passief element (ruimte). Vervolgens deelt hij de beeldingsmiddelen van de architectuur in positieve elementen (lijn, vlak, volume, ruimte en tijd) en negatieve elementen (leegte en materiaal).
De architect Oud heeft het over de primaire beeldingsmiddelen en ziet wat dat betreft, net als Van Doesburg, een sterke overeenkomst met de moderne schilderkunst. De secundaire beeldingsmiddelen, de decoratie, dragen volgens Oud niet bij tot een harmonische architectuur. Bovendien is hij van mening dat materiaal zuiver toegepast moet worden (gewapend beton als gewapend beton, baksteen als baksteen, hout als hout) en dat de architect zich niet schuldig mag maken aan effectbejag. Ook in de architectuur legde men zich beperkingen op, zodat een symbolische of decoratieve toepassing van de beeldende middelen zo goed als uitgesloten was.

## Nieuwe beelding in de film
In 1920 kwam Van Doesburg in contact met de filmmakers Hans Richter en Viking Eggeling. Zij hielden zich bezig met korte, abstracte films, gebaseerd op de verhouding van vormen en de ontwikkeling van vormen in de tijd. Zijn ontmoeting met Van Doesburg zou volgens Van Doesburg-auteur Gladys Fabre op Richter grote invloed hebben gehad. Hierna maakte hij films, die bestonden uit bewegende composities met vierkanten en rechthoeken, die aansloten bij de uitgangspunten van de nieuwe beelding. In 1923 schreef Van Doesburg, dat de film niet gezien moet worden als een tweedimensionale kunstvorm, maar haar eigen beeldingsmiddelen heeft: licht, beweging en ruimte.

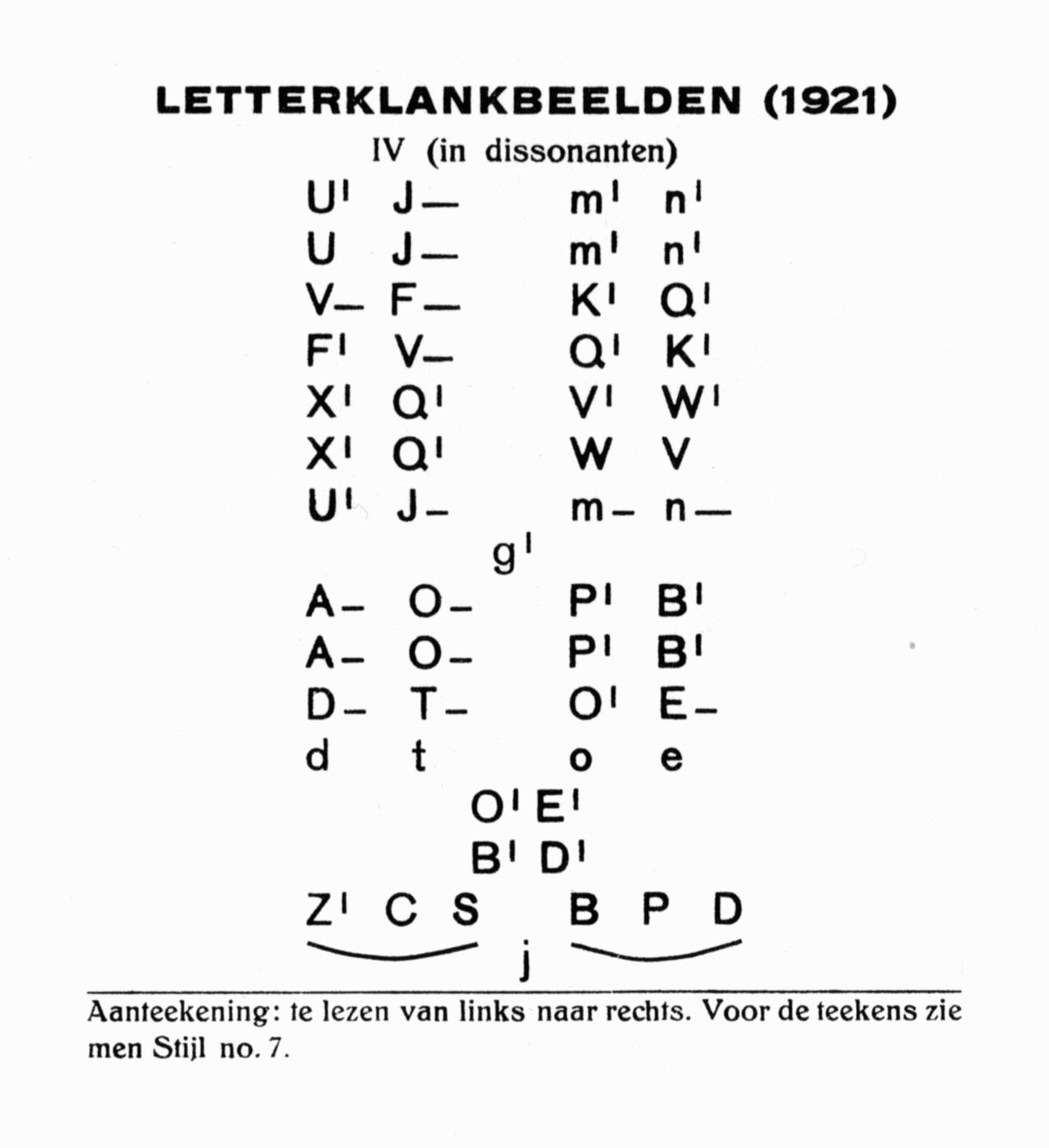
I.K. Bonset. Letterklankbeelden (1921).

## Nieuwe beelding in de poëzie
Volgens Van Doesburg was de poëzie net als bijvoorbeeld de schilderkunst ook ‘beeldend’. In de poëzie gaat het volgens hem niet alleen om de betekenis van het woord, maar ook om de klank. Net als in de schilderkunst streefde Van Doesburg naar een poëzie, die niet verhalend was. De Nieuw Beeldende dichter gebruikte het woord dan ook rechtstreeks, zonder associaties met de wereld om ons heen. Dit resulteerde in een reeks klankdichten en typografische gedichten. Door middel van typografie creëerde hij sonoriteit en ritme of wordt de aandacht van de lezer op een bepaald woord gevestigd. Ook publiceerde Van Doesburg onder pseudoniem I.K. Bonset zogenaamde Letterklankbeelden, gedichten die alleen uit letters bestaan.

## Nieuwe beelding in de muziek
Ook in de muziek streefden de De Stijl-kunstenaars naar een evenwichtige beelding van verhouding. Zoals deze in de schilderkunst werden bepaald door afmeting, kleur en niet-kleur, wordt de Nieuw Beeldende muziek bepaald door maat, toon en niet-toon. Mondriaan was van mening dat de muziek, net als de schilderkunst, van natuurlijke invloeden gezuiverd moest worden door o.a. het ritme te verstrakken. De niet-toon vervangt de oude rust, maar moet om 'beeldend' te zijn wel uit klank bestaan; Mondriaan stelt voor om hiervoor geruis te gebruiken. Net als in de schilderkunst volgen toon en niet-toon elkaar direct op. Hierdoor ontstaat een 'vlakke, pure, scherp-begrensde' muziek.

## Nieuwe beelding in de filosofie
De aanhangers van de nieuwe beelding dachten dat wanneer de nieuwe beelding consequent werd doorgevoerd de kunst op zou houden te bestaan. De componist Jacob van Domselaer schreef hierover:

Later zal er geen kunst meer noodig zijn; dan zullen alle beelden, alle klanken overbodig zijn
— Brief van Jacob van Domselaer aan Antony Kok (1915)

Theo van Doesburg zag de nieuwe beelding als een totaalvisie, die hij samenvatte in Manifest III van De Stijl, getiteld 'Tot een Nieuwe Wereldbeelding'. Volgens Van Doesburg zou de nieuwe beelding niet alleen het aanzien van de wereld veranderen, maar ze zou ook een nieuwe manier van denken inluiden; zo schreef hij:

Mit der Verwirklichung der Ästhetik in der Materie wird eine Lebenshaltung gestaltet, die die Trennung von Jenseits und Wirklichkeit aufhebt.
Diese Gestaltung des Lebens als einer Totalität leitet die neue Kultur ein.
— Theo van Doesburg (1922)

## Lijst van nieuw-beeldende kunstenaars
| - Chris Beekman - Otto Gustaf Carlsund - Theo van Doesburg - César Domela - Jean Gorin - Robert van 't Hoff - Vilmos Huszár | - Antony Kok - Piet Mondriaan - Marlow Moss - Jacobus Johannes Pieter Oud - Gerrit Rietveld - Georges Vantongerloo - Jan Wils |

absolute schilderkunst ·  abstract expressionisme · abstracte kunst · academische kunst · actionpainting · art brut · art deco · classicisme · colorfieldpainting · dadaïsme · expressionisme · fauvisme · figuratieve kunst · futurisme · hard edge · hyperrealisme · impressionisme · informele schilderkunst · jugendstil · kubisme · luminisme · magisch realisme · maniërisme · minimal art · naïeve kunst · naturalisme · neo-expressionisme · neo-impressionisme · nieuwe beelding · nieuwe zakelijkheid · op-art · orphisme · oriëntalisme · piëtisme · pittura metafisica · pixel art · pointillisme · popart · postimpressionisme · prerafaëlieten · primitivisme · realisme · romaans . romantiek · sociaal realisme · suprematisme · surrealisme · symbolisme · tachisme